# Данцтурм
Данцтурм (нем. Danzturm) — смотровая башня, возведённая в 1908—1909 годах в городе Изерлон как расширение бывшей оптической телеграфной станции № 43 на линии Берлин-Кобленц.

## История и описание
Башня Данцтурм находится на горе Фрёнденберг, на высоте 384,5 м над уровнем моря. К юго-западу от башни находится район Обергрюне города Изерлон, а к северо-востоку — центра города.
Башня была построена в 1908—1909 годах, дополнив собой здание бывшей оптической телеграфной станции № 43, построенной в 1833 году как часть телеграфной линии Берлин-Кобленц. Новая башня получила имя в честь изерлонского педагога Эрнста Данца, который скончался 28 мая 1905 года. Для финансирования строительства башни, 10 и 11 октября 1908 года в городе был устроен крупный народный праздник с праздничным базаром: удалось собрать пожертвований на сумму около 12500 марок. Торжественное открытие башни состоялось 22 мая 1909 года; ассоциация «Sauerländischer Gebirgsverein» (SGV) установила на башне мемориальную доску в честь Данца — как одного из своих основателей. Постепенно Данцтурм — не пострадавший ни во время Первой, ни в период Второй мировых войны — стал символом города; с 1957 по 1975 год в городе издавался историко-краеведческий журнал «Данцтурм».
Сегодня башня Данцтурм открыта для посещений в период работы ресторана, находящегося в соседнем здании. Посетителю смотровой площадки необходимо преодолеть 100 ступеней: в хорошую погоду с площадки открывается вид на Дортмунд, Унну и Хамм.